# NBCUniversal Entertainment Japan
NBCUniversal Entertainment Japan LLC (NBCユニバーサル・エンターテイメントジャパン合同会社 Enubīshī Yunibāsaru Entāteimento Japan Gōdō-gaisha) (conocida formalmente como Geneon Universal Entertainment, conocida anteriormente como Pioneer Entertainment, o Pioneer LDC - Pioneer LaserDisc Company, una subsidiaria de Pioneer Corporation) es una empresa japonesa de producción y distribución de música, anime y entretenimiento doméstico con sede en Akasaka, Minato, Tokio, Japón.
Desde sus días como Geneon Universal Entertainment, Geneon ha estado involucrado en la producción y distribución de varios anime en Japón. La filial norteamericana de Geneon (fundada como Pioneer Entertainment) se especializa en la traducción y distribución de anime y productos relacionados, como bandas sonoras en toda la región. El 9 de diciembre de 2013, la compañía cambió su nombre por el actual NBCUniversal Entertainment Japan. Fuera de Japón, la mayoría de los títulos de anime de NBCUniversal Entertainment Japan son distribuidos por Universal Sony Pictures Home Entertainment Australia en la región de Oceanía, Universal Pictures en el Reino Unido e Irlanda, y Universal Pictures Home Entertainment en Norteamérica. 

## Historia
NBCUniversal Entertainment se formó bajo el nombre de LaserDisc Corporation en 1981, relacionado con el negocio de Laserdisc de Pioneer - originalmente Universal Pioneer, una empresa conjunta con MCA Discovision. En 1992 lanzan su primer OVA, Tenchi Muyō! Ryo-Ōki, siendo este año considerado como el inicio del negocio de la animación.
En julio de 2003, la empresa fue adquirida por la empresa japonesa de publicidad y marketing Dentsu y rebautizada como Geneon Entertainment Co., Ltd., mientras que su división norteamericana, Pioneer Entertainment, fue rebautizada como Geneon USA. Su primer título sería Nurse Witch Komugi-chan Magikarte
El nombre comercial "Geneon" en ese momento fue acuñado combinando "gen erate" (creación) y "eon" (eternidad).
Para el disco de la próxima generación, ingresó a Blu-ray Disc y HD DVD y se adelantó para Warner Home Video. Blu-ray 3D también se había iniciado en la oferta previa de Warner.

### Geneon USA

Antiguo logo de Geneon Entertainment desde octubre de 2003 hasta el 1 de febrero de 2009

Geneon había firmado un acuerdo con Viz Media (entonces conocido como Viz Communications) para publicar sus propiedades en DVD como Pokémon y Ranma ½ antes de que Viz empezara a producir sus propios DVD. En noviembre de 2004, Geneon USA firmó un acuerdo con Toei Animation para distribuir algunos de sus títulos en el mercado norteamericano. Los títulos de lanzamiento incluyeron Air Master, Interlude y Slam Dunk. Sin embargo, a finales de 2006, el acuerdo finalizó y todos los títulos publicados se agotaron.
En marzo de 2007, Geneon se convirtió en el distribuidor exclusivo para Norteamérica de Bandai Visual USA. Cuatro meses después, se anunció que ADV Films se haría cargo de la distribución, comercialización y venta de las propiedades de Geneon USA en los Estados Unidos, a partir del 1 de octubre de 2007. Según el anuncio, Geneon USA continuaría adquiriendo, licenciando y produciendo subtitulado y doblaje de anime en inglés para su lanzamiento en Norteamérica. Sin embargo, el acuerdo fue cancelado en septiembre antes de que se implementara, sin que ninguna de las dos compañías diera detalles de por qué, más allá de declarar que eran "incapaces de llegar a un acuerdo mutuo".
El 3 de diciembre, Geneon USA cerró sus operaciones de distribución, con el envío de los títulos solicitados hasta el 5 de noviembre. Los títulos que estaban en la mitad de ser estrenados o licenciados pero no liberados se dejaron en el limbo. Los títulos de Bandai Visual USA que estaban siendo distribuidos por Geneon no se vieron afectados por este cierre, aunque algunos se retrasaron mientras que Bandai Visual encontró un nuevo distribuidor. Otra compañía de anime norteamericana, Funimation Entertainment, comenzó a negociar con Geneon USA para distribuir algunos de los títulos con licencia de la compañía. En julio de 2008, se anunció un acuerdo formal y Funimation adquirió los derechos para "fabricar, vender y distribuir" varios títulos animados y acción en vivo de Geneon. Desde entonces, los antiguos títulos de Geneon USA han sido re-licenciados por otras compañías como Funimation, Aniplex of America, Sentai Filmworks, Media Blasters, Discotek Media, Nozomi Entertainment, Maiden Japan, Viz Media, NIS America, Ponycan USA y Universal Pictures Home Entertainment.

### Venta a Universal
El 12 de noviembre de 2008, Dentsu anunció que estaba vendiendo el 80,1% de su participación en la empresa a Universal Pictures International Entertainment (UPI) de NBCUniversal, que tenía previsto fusionar la empresa con su división Universal Pictures Japan para formar una nueva empresa. La fusión se cerró el 1 de febrero de 2009, con la nueva compañía ahora conocida como Geneon Universal Entertainment Japan. El 9 de diciembre de 2013, la empresa volvió a cambiar su nombre a NBCUniversal Entertainment Japan.
Fuera de Japón, la mayoría de los títulos de anime de NBCUniversal Entertainment Japan son distribuidos por Universal Sony Pictures Home Entertainment Australia en la región oceánica, y Universal Studios Home Entertainment en el Reino Unido e Irlanda.

### Compra de Paramount Japan
El 1 de enero de 2016, NBCUniversal adquirió en Japón la parte de entretenimiento doméstico de Paramount Japan.

## Animes licenciados
- 3x3 Eyes
- Adventures of the Mini Goddesses
- Ah! My Goddess Movie
- Ai Yori Aoshi
- Ai Yori Aoshi: Enishi
- Akira
- Amazing Nurse Nanako
- Appleseed
- Armitage III: Poly-Matrix
- Armitage: Dual Matrix
- Barefoot Gen
- Bastard!!
- Battle Athletes
- Battle Athletes Victory
- Beyblade
- Black Lagoon
- Bottle Fairy
- Burn Up Scramble
- Captain Herlock
- Cardcaptor Sakura
- Cardcaptors
- Catnapped!
- Chobits
- Chibits
- Cybuster
- The Daichis
- Daphne in the Brilliant Blue
- DearS
- Disgaea
- Demon Lord Dante
- Dog of Flanders
- Doki Doki School Hours
- Dokkoida
- Dragon Ball Z (Primeras ediciones licenciadas por Funimation pero editadas en DVD por Geneon)
- Dragon Ball Z (Películas 1, 2 y 3)
- Dual! Parallel Trouble Adventure
- El-Hazard: The Magnificent World [13+]
- El-Hazard: The Alternative World
- El-Hazard: The Wanderers
- Erementar Gerade
- Ergo Proxy
- éX-Driver the Movie
- Fafner of the Azure
- Fate/Stay Night
- Fighting Spirit (Hajime no Ippo)
- Fushigi Yūgi
- Fushigi Yūgi Eikoden
- Gad Guard
- Galaxy Space Mihoshi Special
- Gankutsuou (Montecristo)
- Gate Keepers
- Gatekeepers 21
- Ghost Talker's Daydream
- Girls Bravo
- Green Legend Ran
- Gregory Horror Show
- Gungrave
- Gun X Sword
- Haibane Renmei
- The Hakkenden
- Hanaukyo Maid Team (La Verite)
- Hand Maid May
- Heat Guy J
- Hello Kitty Stump Village (en asociación con Lions Gate Entertainment)
- Hellsing
- Hellsing Ultimate (OVA)
- Human Crossing
- Hyper Doll
- I My Me-Strawberry Eggs
- Ikki Tōusen
- Interlude
- J2-Jubei-chan 2
- Kamichu!
- Kannazuki no Miko
- Karin
- Kishin Corps: Alien Defender Geo-Armor
- Koi Kaze
- Kyo Kara Maoh! - God (?) Save our King!
- Last Exile
- L/R: Licensed by Royalty
- Legend of Black Heaven
- Little Snow Fairy Sugar
- Lupin The 3rd
- Lupin The 3rd: The Movie - The Secret of Mamo
- Mahoromatic
- Mahoromatic: Something More Beautiful
- Mahoromatic: Summer Special
- Mao-Chan
- Master Keaton
- Melody of Oblivion
- Mermaid Forest
- Moldiver
- Nazca
- Nuevo Getter Robo
- NieA 7
- Onmyoji: The Yin Yang Master
- Paradise Kiss
- Paranoia Agent
- WXIII: Patlabor the Movie 3
- Petite Cossette
- Phantom Quest Corp
- Popotan
- Pretty Sammy - OVA (bajo el título de: Magical Project S)
- R.O.D. the TV
- Requiem from the Darkness
- Rozen Maiden
- Rumiko Takahashi Anthology
- Sailor Moon (en asociación con Disney Enterprises)
- Sailor Moon R: The Movie (en asociación con Walt Disney Pictures)
- Sailor Moon S movie (en asociación con Walt Disney Pictures)
- Sailor Moon Super S movie (en asociación con Walt Disney Pictures)
- Saiyuki Reload
- Saiyuki Gunlock
- Sakura Wars the Movie (en asociación con Metro-Goldwyn-Mayer)
- Samurai Champloo
- School-Live!
- Serial Experiments Lain
- Shakugan no Shana
- Sherlock Hound
- Shonen Onmyoji
- Slam Dunk
- Sol Bianca: The Legacy
- Someday's Dreamers
- Soul Taker
- Star Ocean EX
- Starship Operators
- Uchū no stellvia
- Ultra Maniac
- Strawberry Marshmallow
- Submarine 707R
- Tales of Phantasia
- Tenchi Muyo!
- Tenjho Tenge
- Tetsujin 28
- Texhnolyze
- The Law of Ueki
- Tokyo Underground
- Trigun
- Tsukihime
- Ultra Maniac
- Vandread
- Viewtiful Joe
- When They Cry - Higurashi
- X TV
- Zero no Tsukaima (solo la primera temporada).
- Zipang